# Hexatoma saga
Hexatoma saga är en tvåvingeart som beskrevs av Alexander 1940. Hexatoma saga ingår i släktet Hexatoma och familjen småharkrankar.
Artens utbredningsområde är Venezuela. Inga underarter finns listade i Catalogue of Life.